# Dado (cucina)

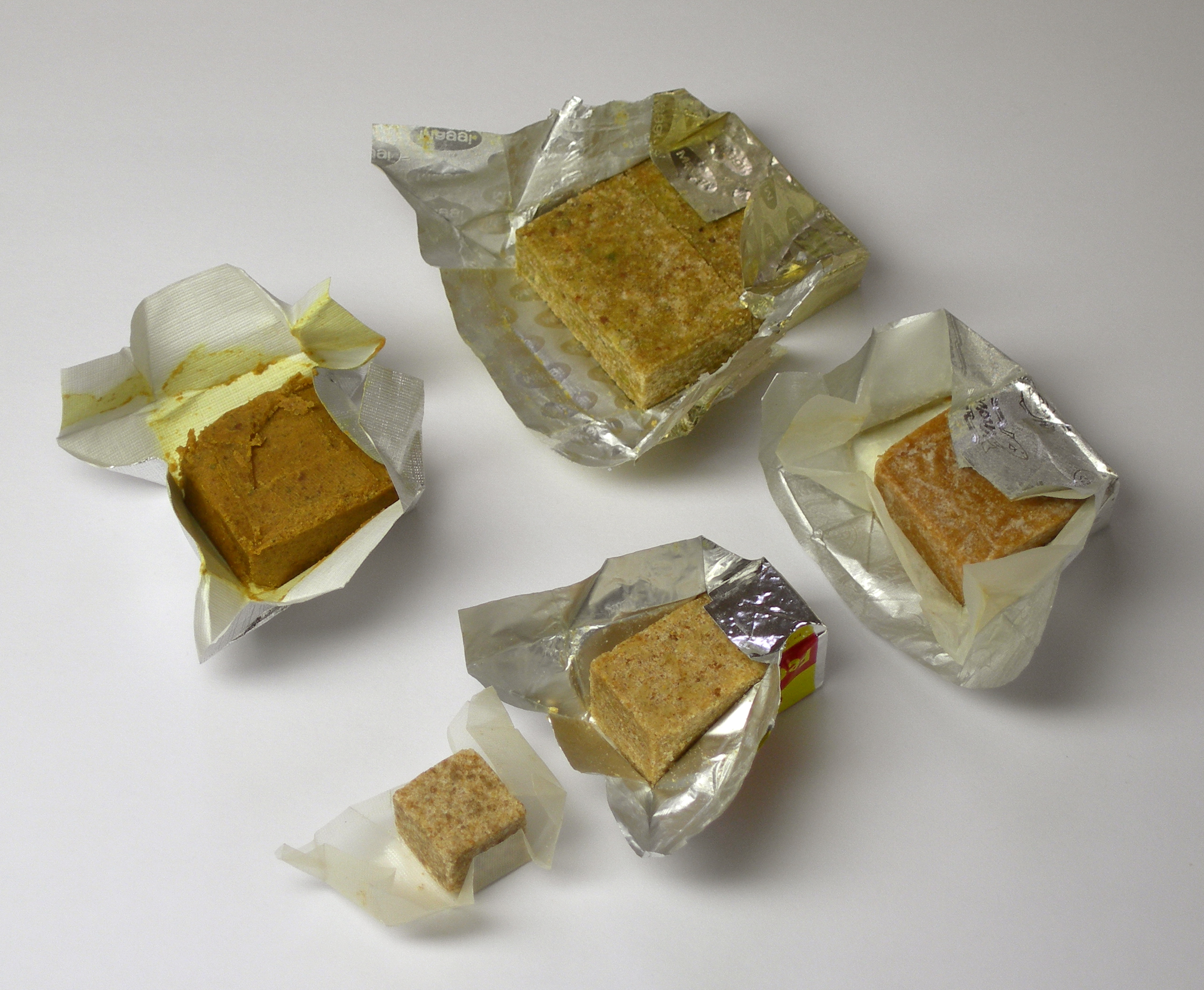
Diversi dadi per brodo

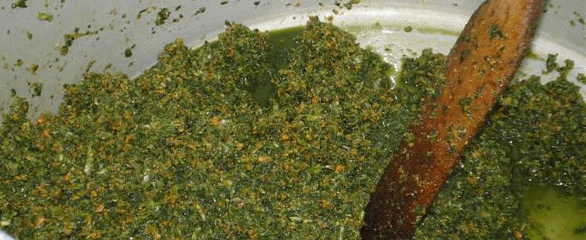
La realizzazione del dado vegetale

Il dado da cucina o dado da brodo è un concentrato a base di carne o verdure o pollo usato in cucina per esaltare i sapori delle pietanze. Solitamente si presenta in cubetti ricoperti da carta d'alluminio in scatole da 10 o 20 pezzi.
Un dado solitamente pesa 10-12 grammi. Questo concentrato si può anche trovare in vasetti sotto forma di "brodo granulare" (la consistenza assomiglia a quella dello zucchero di canna) o secco in polvere; esistono in commercio anche sotto forma di estratti gelatinosi.

## Storia
Poco prima del 1850 il barone von Liebig, studioso di conservazione alimentare, creò un estratto di carne che poteva conservarsi a lungo e dava sapore a brodi e minestre. Si vendeva in vasetti di vetro. Nel 1880 lo svizzero Julius Maggi mise a punto un altro tipo di concentrato, a base di cereali, semi oleosi ed estratto di carne, da commercializzare in cubetti.
Tuttavia Giacomo Casanova nella sua autobiografia Storia della mia vita (Histoire de ma vie) scritta tra il 1789 e il 1798, riporta che durante un viaggio per mare il suo servitore "Clairmont ci diede un brodo eccellente fatto con tavolette che avevo sempre con me".
L'uso comune del dado da cucina si afferma in Italia attorno agli anni venti del secolo scorso
. È usato nella cucina industriale e nella pratica casalinga per insaporire velocemente i piatti.

## Ingredienti[4]
I principali ingredienti del dado da cucina che troviamo in commercio sono il sale, in quantità variabile ma si arriva anche a circa il 60% del totale, e il glutammato monosodico, tra il 10 e il 15%. Per il resto gli ingredienti dipendono dal tipo di dado: verdure se si tratta di quello vegetariano, verdure ed estratti di carne per quello cosiddetto classico, e poi funghi, pesce, soia ecc, ecc. Immancabili sono grassi animali o vegetali, aromi e conservanti e l'estratto di lievito.

## Indicazioni nutrizionali
Sono essenzialmente le stesse del sale, essendone spesso il componente principale. L'OMS ha stabilito un limite massimo di 5 grammi di sale giornaliero. Il fabbisogno giornaliero per una persona normale è in realtà inferiore ai 2 grammi.